# العلاقات الإسواتينية التوفالية
العلاقات الإسواتينية التوفالية هي العلاقات الثنائية التي تجمع بين إسواتيني وتوفالو.

## مقارنة بين البلدين
هذه مقارنة عامة ومرجعية للدولتين:
| وجه المقارنة                                              | إسواتيني                                   | توفالو                         |
| --------------------------------------------------------- | ------------------------------------------ | ------------------------------ |
| المساحة (كم2)                                             | 17.36 ألف                                  | 26                             |
| عدد السكان (نسمة)                                         | 1.37 مليون                                 | 11.19 ألف                      |
| الكثافة السكانية (ن./كم²)                                 | 78.92                                      | 43.04 ألف                      |
| العاصمة                                                   | لوبامبا، مبابان                            | فونافوتي                       |
| اللغة الرسمية                                             | لغة إنجليزية، لغة سوازي                    | اللغة التوفالوية، لغة إنجليزية |
| العملة                                                    | ليلانغيني سوازيلندي                        | دولار توفالو                   |
| الناتج المحلي الإجمالي (بليون دولار)                      | 4.41 مليار                                 | 39.73 مليون                    |
| الناتج المحلي الإجمالي (تعادل القوة الشرائية) بليون دولار | 11.13 مليار                                | 38.93 مليون                    |
| الناتج المحلي الإجمالي الاسمي للفرد دولار أمريكي          | 3.20 ألف                                   | 3.29 ألف                       |
| الناتج المحلي الإجمالي للفرد دولار أمريكي                 | 8.29 ألف                                   | 3.77 ألف                       |
| مؤشر التنمية البشرية                                      | 0.531                                      |                                |
| رمز المكالمات الدولي                                      | +268                                       | +688                           |
| رمز الإنترنت                                              | .sz                                        | .tv                            |
| المنطقة الزمنية                                           | التوقيت القياسي لجنوب أفريقيا، ت ع م+02:00 | ت ع م+12:00                    |

## منظمات دولية مشتركة
يشترك البلدان في عضوية مجموعة من المنظمات الدولية، منها:
| علم المنظمة | اسم المنظمة                                 | تاريخ انضمام إسواتيني | تاريخ انضمام توفالو |
| ----------- | ------------------------------------------- | --------------------- | ------------------- |
|             | مؤسسة التنمية الدولية                       | 22 سبتمبر 1969        | 24 يونيو 2010       |
|             | يونسكو                                      | 25 يناير 1978         | 21 أكتوبر 1991      |
|             | الأمم المتحدة                               | 24 سبتمبر 1968        | 5 سبتمبر 2000       |
|             | مجموعة دول أفريقيا والكاريبي والمحيط الهادئ | ?                     | ?                   |
|             | دول الكومنولث                               | ?                     | ?                   |
|             | الاتحاد البريدي العالمي                     | ?                     | ?                   |
|             | البنك الدولي للإنشاء والتعمير               | 22 سبتمبر 1969        | 24 يونيو 2010       |
|             | الاتحاد الدولي للاتصالات                    | 11 نوفمبر 1970        | 15 أغسطس 1996       |
|             | منظمة حظر الأسلحة الكيميائية                | ?                     | ?                   |